# Благодатне (Запорізький район)
Благода́тне — село в Україні, у Новомиколаївській селищній громаді Запорізького району Запорізької області. Населення становить 35 осіб. До 2020 орган місцевого самоврядування - Зеленівська сільська рада.

## Географія
Село Благодатне знаходиться на відстані 1 км від села Шевченківське. У селі бере початок річка Безіменна. Поруч проходять автомобільна дорога Н15 і залізниця, станція Гайчур за 9 км.

## Історія
1925 — дата заснування як села Бекарське.
12 червня 2020 року, відповідно до Розпорядження Кабінету Міністрів України від № 713-р «Про визначення адміністративних центрів та затвердження територій територіальних громад Запорізької області», увійшло до складу Новомиколаївської селищної громади.
19 липня 2020 року, в результаті адміністративно-територіальної реформи та ліквідації Новомиколаївського району, село увійшло до складу Запорізького району.

## Населення

### Мова
Розподіл населення за рідною мовою за даними перепису 2001 року:
| Мова       | Кількість | Відсоток |
| ---------- | --------- | -------- |
| українська | 29        | 82.86%   |
| російська  | 6         | 17.14%   |
| Усього     | 35        | 100%     |